# Van Helsing's Factory
Van Helsing's Factory is een stalen overdekte achtbaan in het Duitse attractiepark Movie Park Germany.

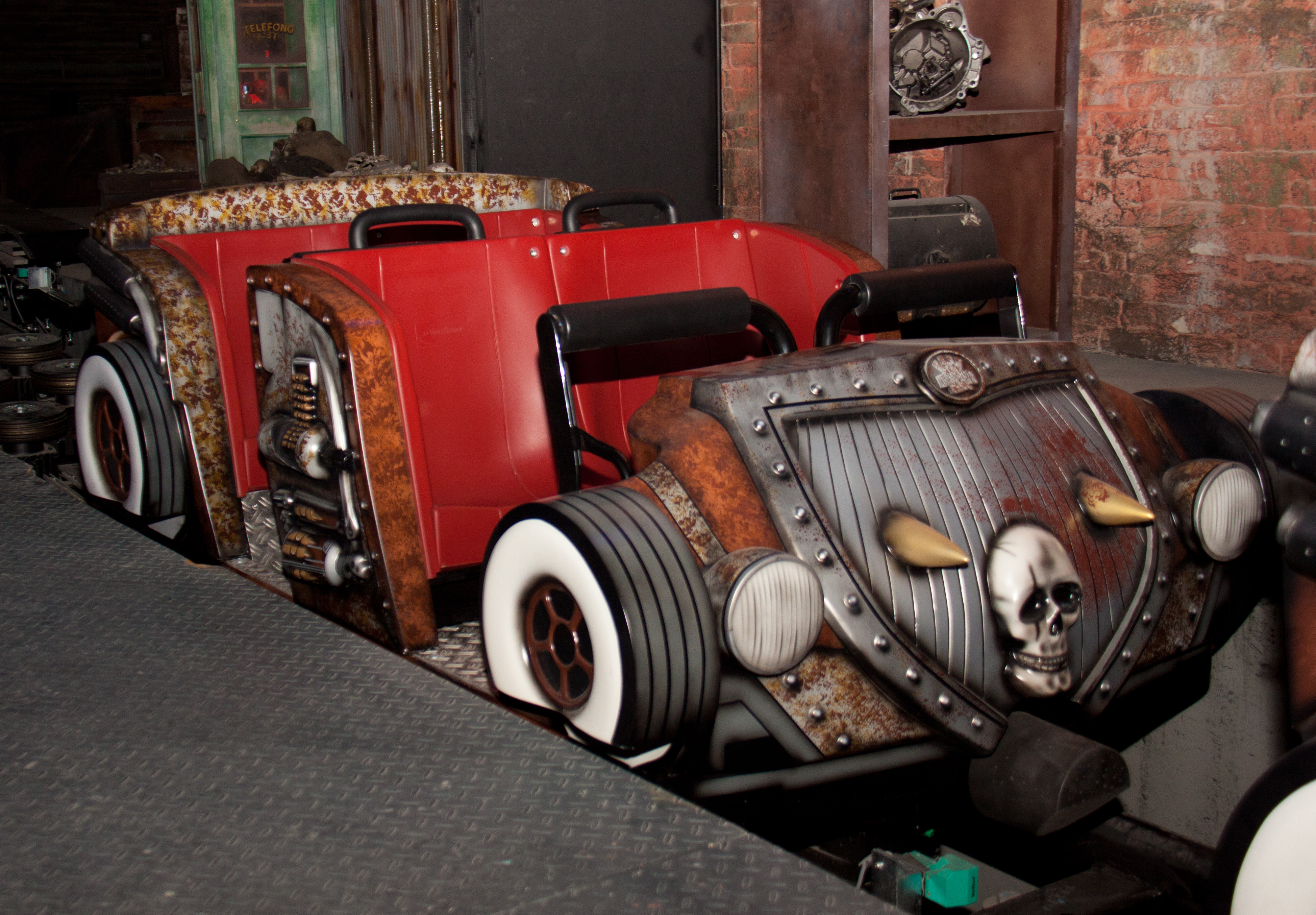
Achtbaanvoertuig van de attractie.

De attractie is gebaseerd op de historische figuur Abraham van Helsing uit de verhalen van Bram Stoker. Dit is ook terug te zien tijdens de rit. Zo is de achtbaan overdekt, waardoor het er donker is en er een aantal schrikeffecten toegevoegd kunnen worden zoals opschijnende animatronics in de vorm van mystieke wezens.
De op 18 juni 2011 geopende attractie heeft een maximale snelheid van 36 km/u, waarbij een G-krachten van +/- 4G behaald kunnen worden. Op de 400 meter lange baan bevinden zich circa negen voertuigen, waarin maximaal plaats is voor vier bezoekers. Het hoogste punt van de baan is 7,7 meter hoog. De achtbaan telt geen inversies en heeft 5 miljoen euro gekost.
Voorheen bevond zich in hetzelfde pand de darkride Gremlins Invasion.
Lijst van attracties in Movie Park Germany · Police Academy Stunt Show · afbeeldingen
Huidige attracties: Avatar Air Glider ·
Backyardigans Mission to Mars · The Bandit · Bermuda Triangle - Alien Encounter · Crazy Surfer · Dora's Big River Adventure · Fairy World Spin ·
Ghost Chasers · Jimmy Neutron's Atomic Flyer · MP Xpress · Excalibur - Secrets of the Dark Forest · NYC Transformer · Roxy · Side Kick · SpongeBob Splash Bash · Star Trek: Operation Enterprise · The High Fall · The Lost Temple · Time Riders · Van Helsing's Factory
Voormalige attracties: Batman Adventure · Cop Car Chase · Danny Phantom Ghost Zone · Gremlins Invasion · Ice Age Adventure · Josie's Bath House · Looney Tunes Adventure · Studio Tour · Unendliche Geschichte · Mystery River
Themagebieden: Federation Plaza · Hollywood Street Set · Nickland · Santa Monica Pier · Streets of New York · The Old West